# Серланн
Серланн (норв. Sørlandet) — південний економічний район Норвегії. В економічному відношенні найменш розвинутий.
Третина району вкрита лісами, колись тут був важливий центр торгівлі лісом.
Наприкінці XIX століття цю територію залишило багато населення. Сьогодні населення в основному зосереджене в ряді невеликих прибережних міст, які є популярними літніми курортами.
Головні промислові підприємства — металургійні заводи в Крістіансунні, що випускають мідь і нікель.